# 山田久米子
山田 久米子（やまだ くめこ、弘化4年3月16日（1847年4月30日）- 明治44年（1911年）12月19日）は、日本の助産師。職業としての助産師の草創期の人物。

## 経歴・人物
江戸神田に生まれる。
明治9年（1876年）東京府病院に設置された産婆学院の第1回生として入学。卒業後、同病院附属貧民施療院の産室取締となる。明治12年（1879年）4月には芝区濱町に開業し、里仁会を設立して貧民の治療に尽くす。
明治23年（1890年）5月には、東京産婆会の会長に就任し、明治36年（1903年）11月芝産婆会を創立して会長に就任する。
宮家にも仕え、伏見宮博厚王、伏見宮博恭王、伏見宮博忠王の助産にあたった。また、伊藤博精、佐佐木高志、兒玉秀雄、大木遠吉の助産も行った。
明治41年（1908年）頃には、新橋72番の2桁の電話番号を持って活躍していた。
明治44年（1911年）12月19日に芝区田町にて死去。